# Jeffrey Walker (musicien)
Pour les articles homonymes, voir Jeffrey Walker.
Jeffrey Walker (né le 25 mars 1969) est un bassiste, guitariste et chanteur anglais originaire de Saint Helens. Il est connu pour son travail dans le groupe de death metal/grindcore Carcass dans lequel il est le principal chanteur. Avant Carcass, il a joué dans le groupe punk The Electro Hippies. Après le split de Carcass, Il a formé le groupe Blackstar avec deux anciens musiciens de Carcass. Dans certains pays le groupe est appelé Blackstar Rising.

## Carrière
En plus de la musique dans Carcass, Jeff Walker a réalisé l'artwork des pochettes de quelques albums. Le plus connu est Scum de Napalm Death. Il a aussi participé à la pochette du culte Rise of the serpent men de Axegrinder et a aussi réalisé le logo de Diamanthian (un groupe de death metal de Liverpool) ainsi qu'il a produit leur premier album.
A Liverpool, Walker est connu comme un activiste de gauche, spécialement pour ses actes de sabotage de chasse, il faut savoir qu'il est végétalien.
Jeff et Bill Steer ont créé leur label 'Necrosis', qui se rapprochait du label de Carcass Earache et qui a signé des groupes comme Cadaver Inc, de Norvège, ainsi que le groupe qui a influencé à la fois Carcass et Napalm death, les américains de Repulsion. Le dernier album qu'ils ont enregistré est considéré comme leur meilleur album et comme un des albums de la période qui ont influencé de nombreux groupes qui ont suivi.
Jeff Walker apparait aussi dans un épisode de la série comique britannique Red Dwarf avec Bill Steer. Il joue le rôle de 'Gazza', un 'néo-marxiste nihiliste anarchiste', le bassiste du groupe 'Smeg and the Heads', en 1989. Dans cet épisode appelé "Timeslides", le guitariste de Carcass Bill Steer joue le rôle du "batteur hippie fou dingo" 'Dobbin'.
Récemment, Walker apparait en tant que manager du groupe de grindcore finlandais To Separate the Flesh from the Bones.
Un album solo - Welcome to Carcass Cuntry - est sorti le 9 mai 2006, avec le label Fractured Transmitter Records sous le nom 'Jeff Walker Und Die Fluffers'. Cet album est constitué de reprises de country/blues à la sauce métal. Plusieurs invités apparaissent sur cet album, dont les ex'Carcass Ken owen et Bill Steer, ainsi que des membres du groupe HIM.
Walker apparait comme invité au chant sur l'album  The Code Is Red...Long Live the Code de Napalm Death, sur la chanson "Pledge Yourself to You". Il a aussi travaillé avec This Is Menace, il a chanté sur leurs chansons "Onward Christian Soldiers" et "Pretty Girls" et a aidé au chant avec Mnemic sur "Psykorgasm".
Walker a récemment servi de bassiste live pour Brujeria sous le nom de El Cynico. Il prépare actuellement une tournée pour la reformation de Carcass qui devrait normalement jouer au Wacken Open Air.

## Homonymie
L'acteur Jeffrey Walker, vu notamment dans Océane (série télévisée).